# Manéglise
Manéglise é uma comuna francesa na região administrativa da Normandia, no departamento de Sena Marítimo. Estende-se por uma área de 8,34 km². Em 2010 a comuna tinha 1 266 habitantes (densidade: 151,8 hab./km²).